# 格非堂
格非堂是伦敦会华中区的中心教堂，其前身花楼总堂位于汉口英租界与华界交汇处的江汉路，1880年建，中西合璧式样。1927年，中国各地的伦敦会都加入中华基督教会。1931年，花楼会堂搬迁到汉口模范区的云樵路（今黄石路），为纪念华中地区最早的基督教传教士杨格非而命名为格非堂。清水红砖外墙，开尖券窗，建筑面积1191平方米，可容1000人，是武汉最大的教堂。总造价10万多元。江汉路原址则卖给了四明银行，建造了7层的银行大楼。1951年12月23日，格非堂改名为荣光堂。1966年文革时期被关闭。1980年11月30日恢复礼拜。现经常来堂礼拜的信徒人数约千人左右。